# Handelshögskolan i Stockholms direktion

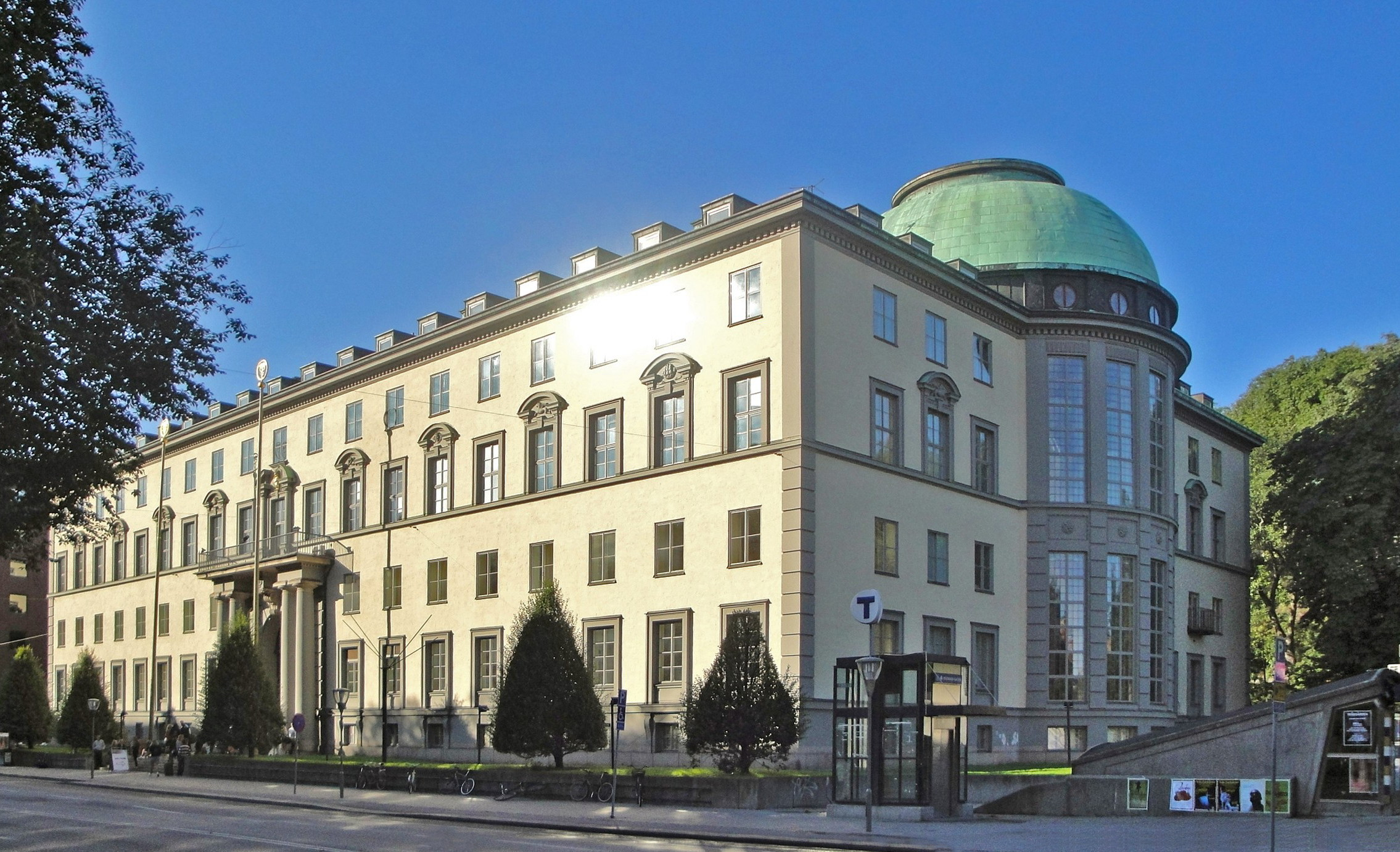
Handelshögskolan i Stockholms direktion sammanträder på Sveavägen 65, Stockholm

Handelshögskolan i Stockholms direktion (engelska: the Stockholm School of Economics Board of Directors) är Handelshögskolan i Stockholms högsta verkställande organ. Handelshögskolan i Stockholm är en privat högskola i Stockholm, grundad 1909. Direktionens ordförande är Laurent Leksell, vice ordförande är Per-Olof Söderberg.
Handelshögskolans direktions befogenhet, samt tillsättandet av ledamöter i direktionen, regleras i den så kallade Handelshögskoleresolutionen, även benämnd Resolution angående fastställande av grundstadgar för Handelshögskolan i Stockholm, Svensk författningssamling 1909:bih. 29 s.1.

## Uppgift
Direktionen ska verkställa de beslut som fattats av Handelshögskoleföreningens styrelse, som representerar Handelshögskolan i Stockholms ägare och är Handelshögskolans högsta beslutande organ. Direktionen utser bland annat rektor för, och professorer vid, högskolan.

## Ledamöter

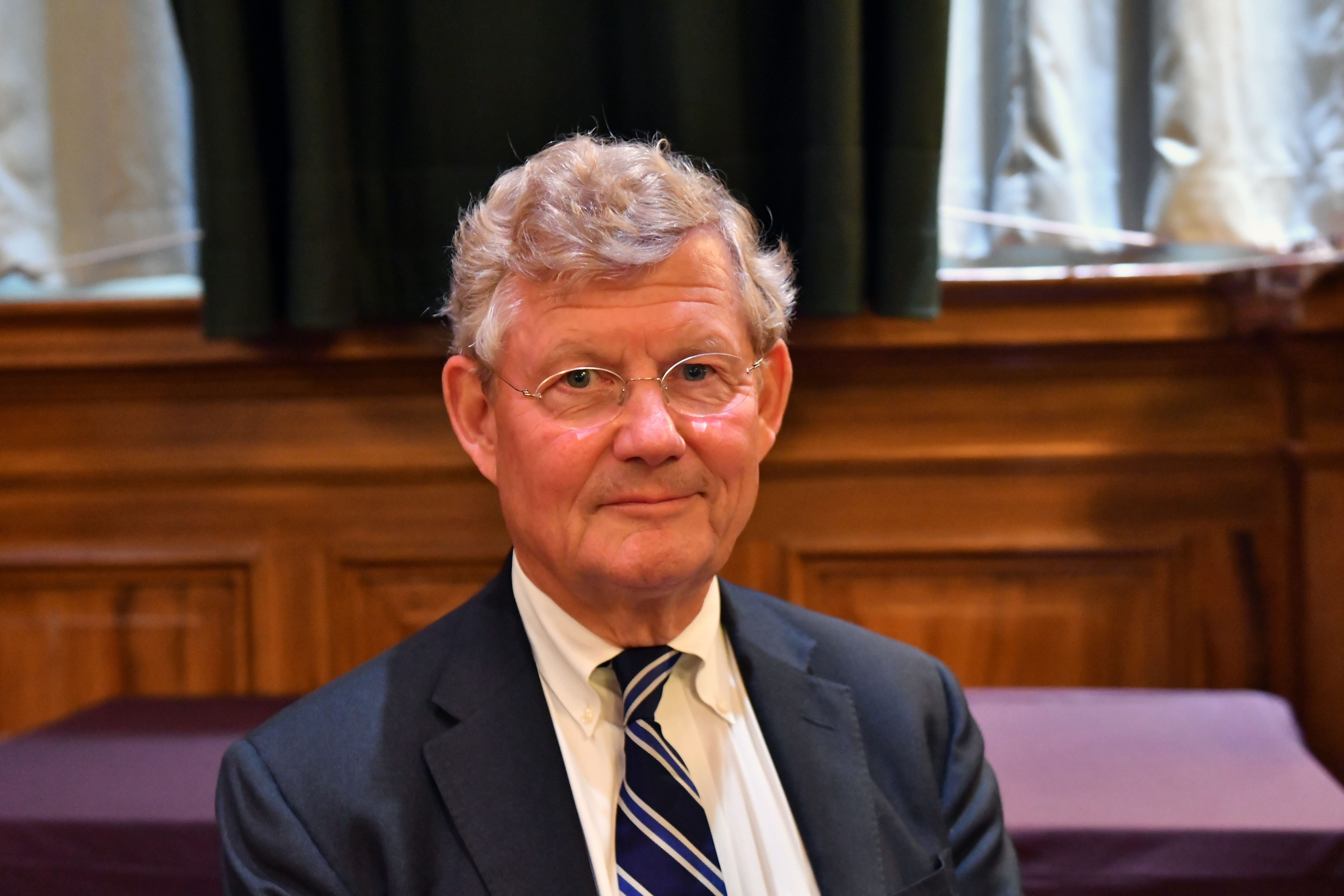
Jacob Wallenberg (född 1956).

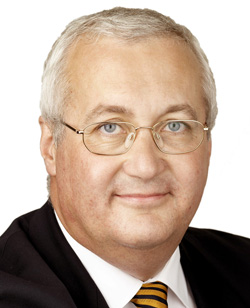
Sten Nordin.

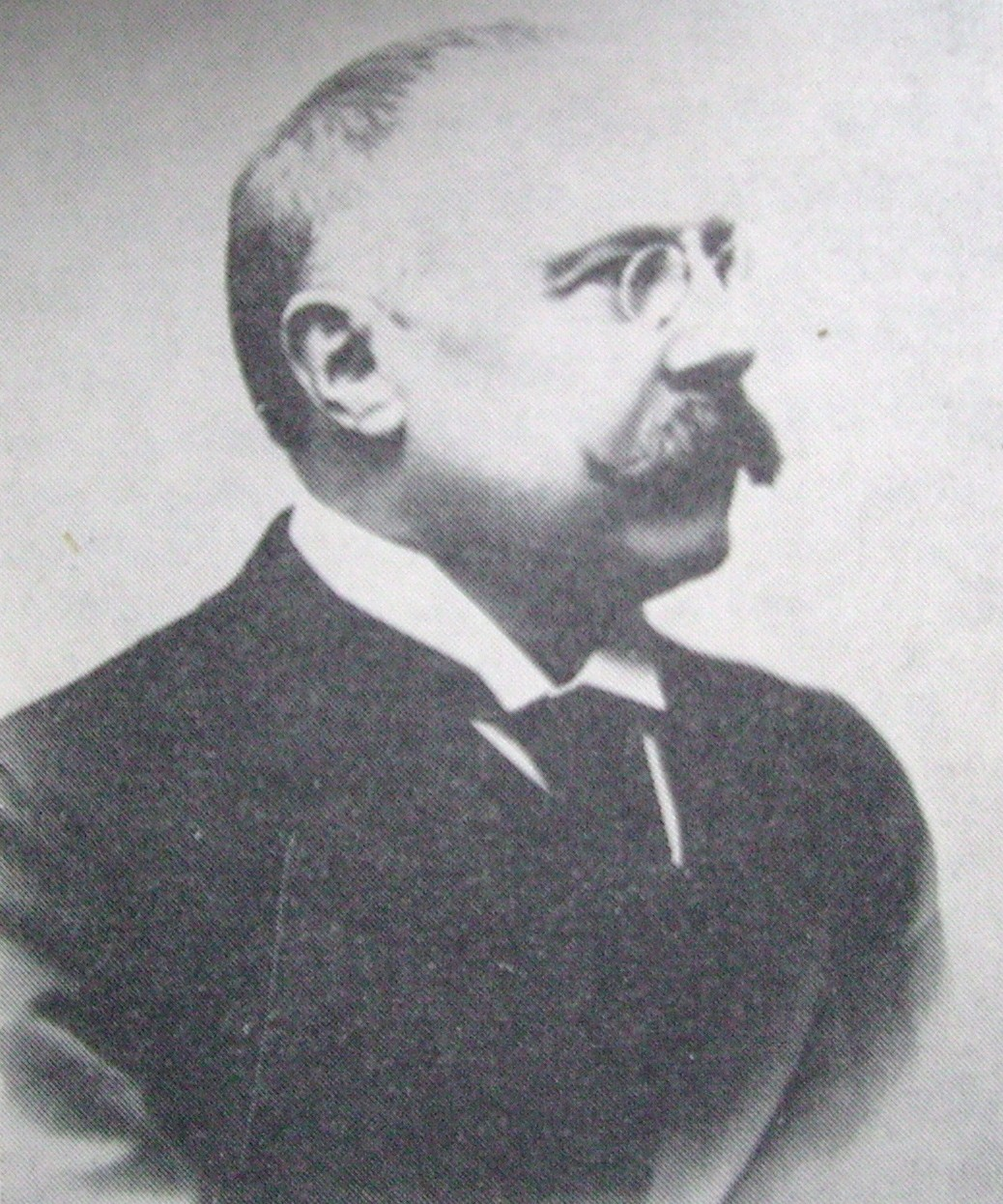
Alfred Lagerheim.

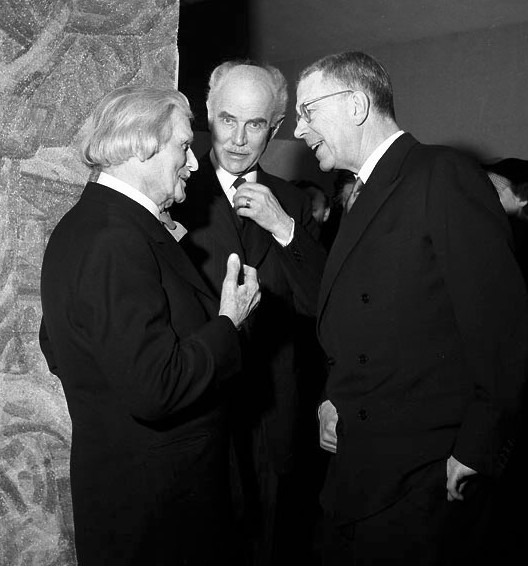
Birger Ekeberg (mitten), Carl Eldh (till vänster) och kung Gustaf VI Adolf.

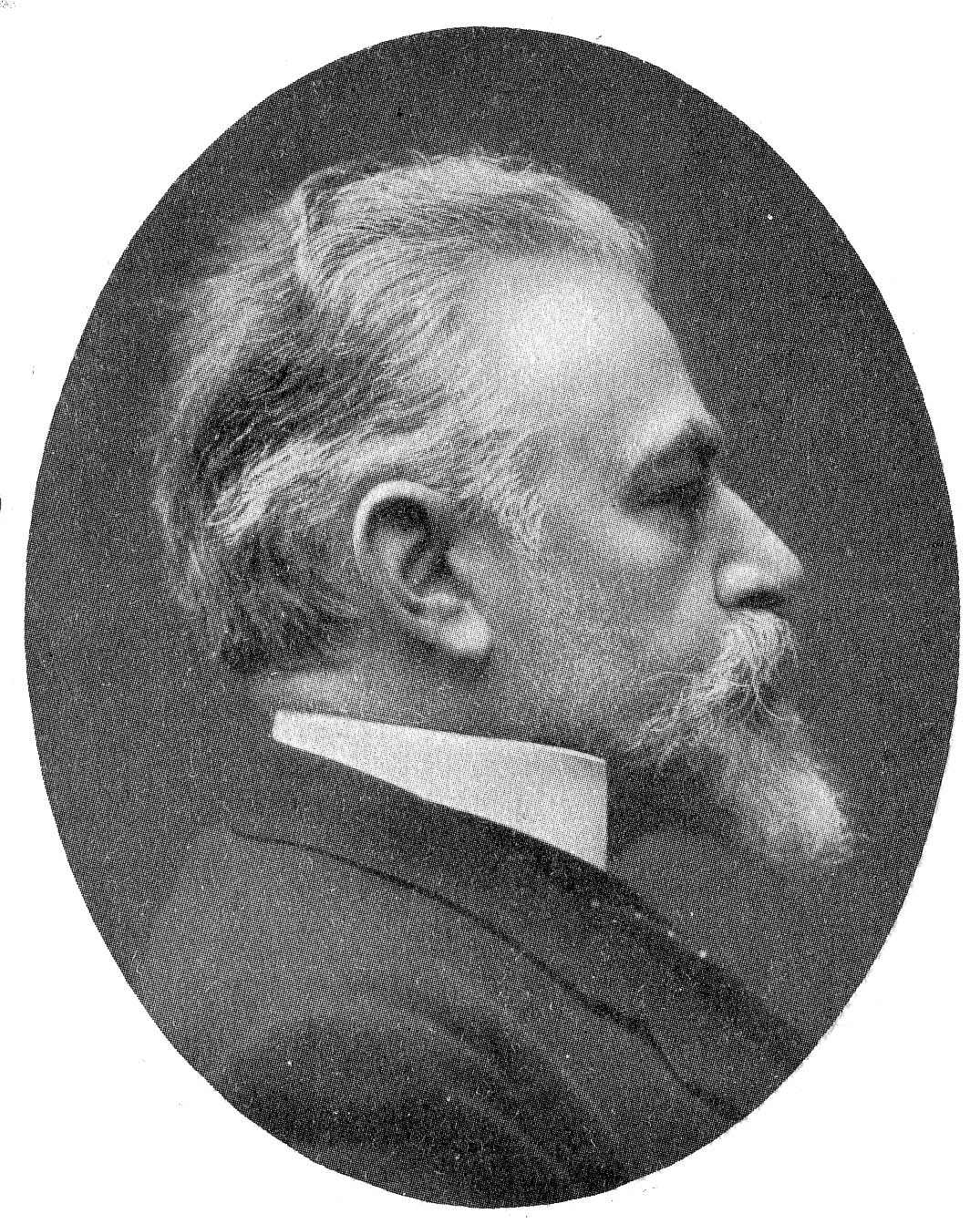
Knut Agathon Wallenberg.

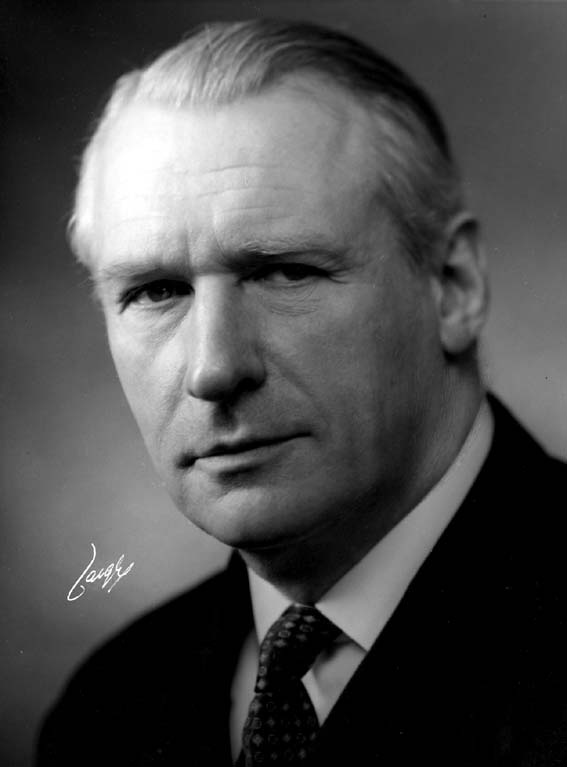
Jacob Wallenberg (1892-1980).

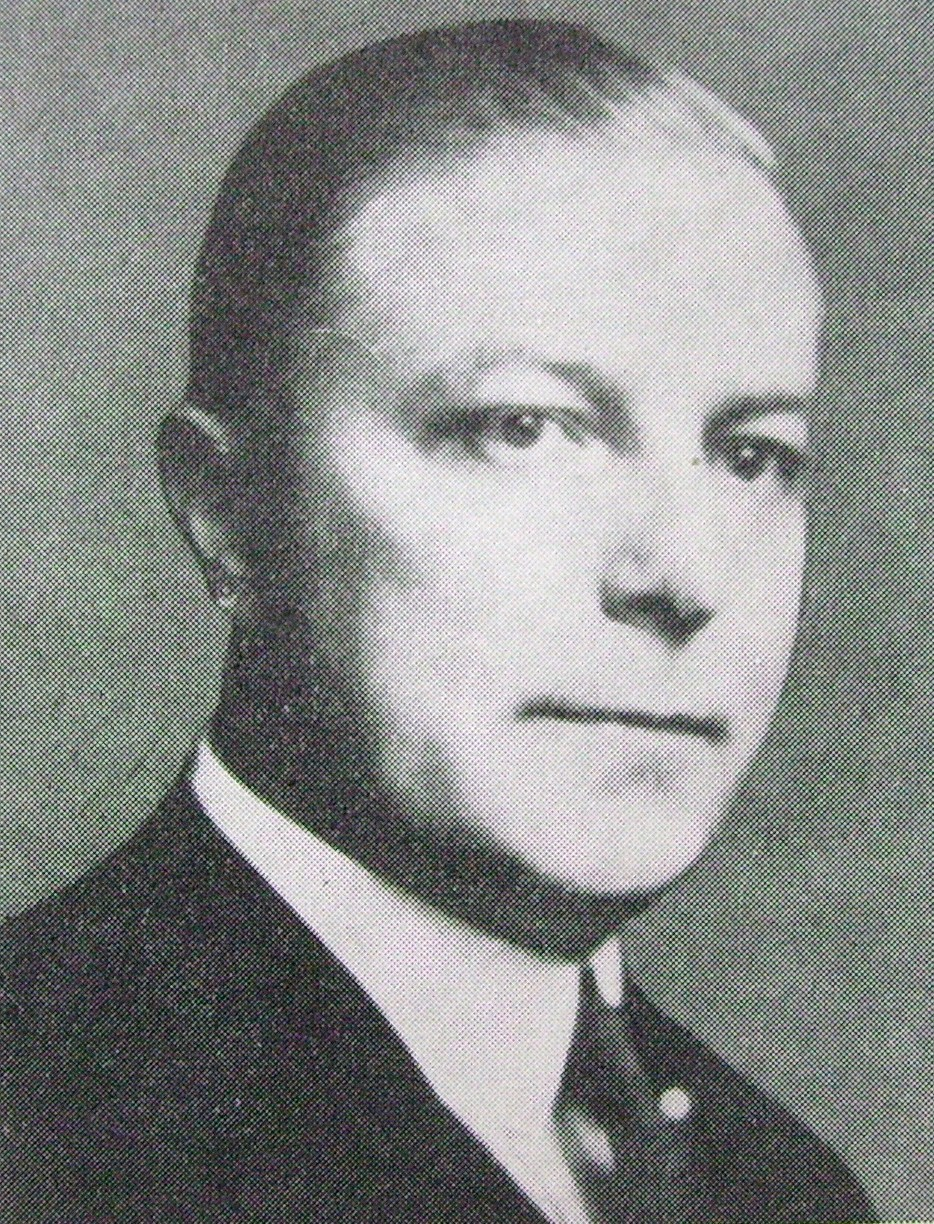
Vilhelm Lundvik.

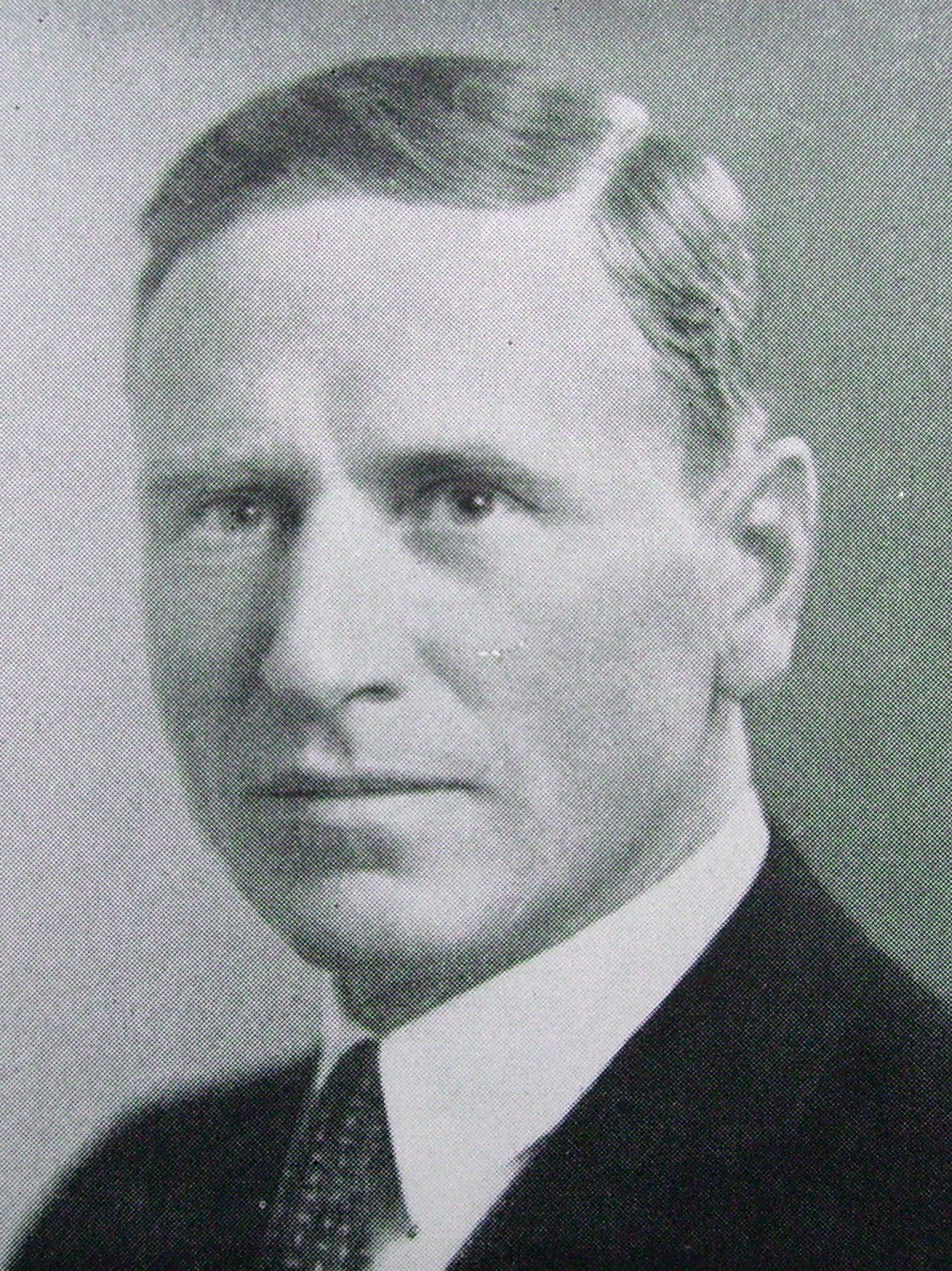
Gustaf Söderlund.

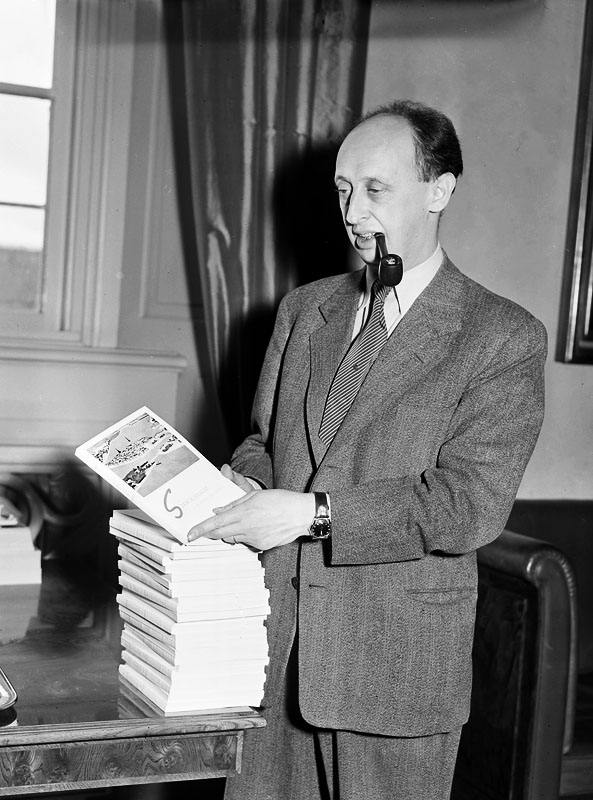
Hjalmar Mehr

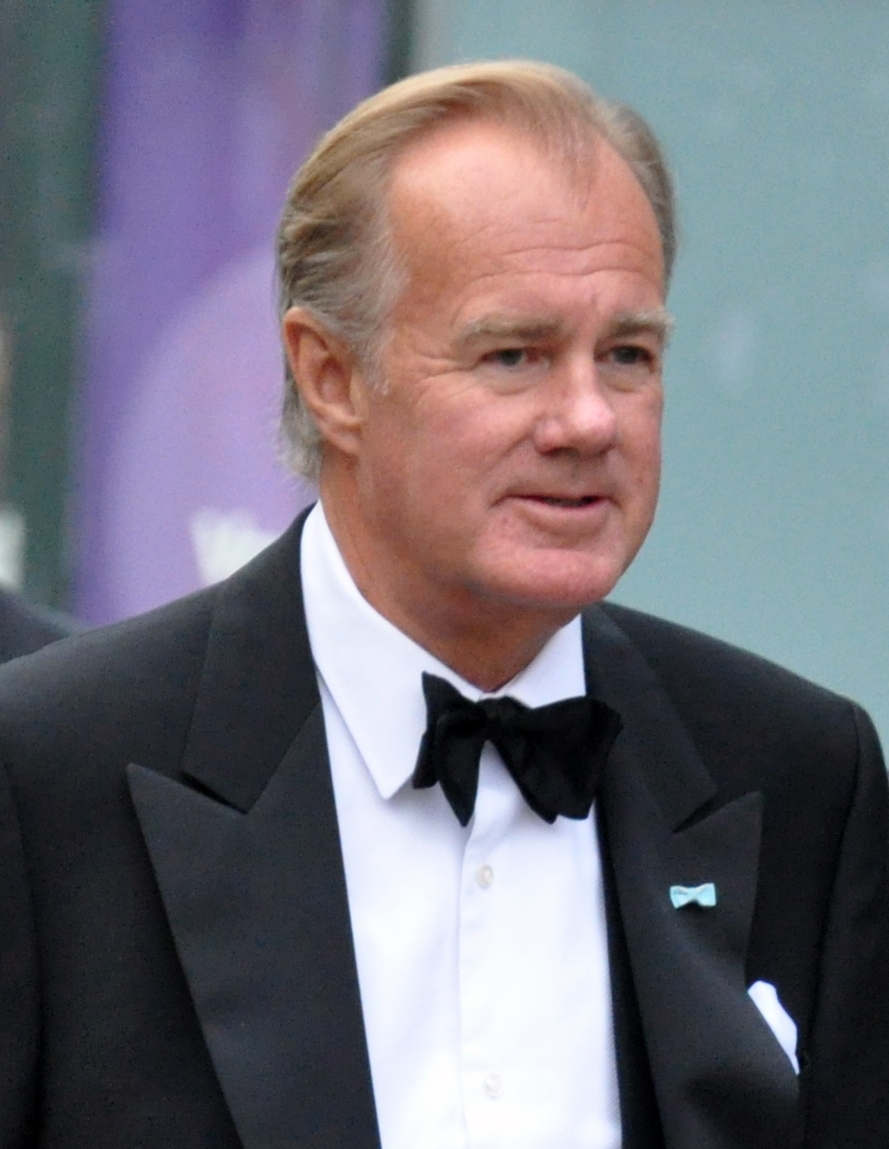
Stefan Persson.

Direktionen består av fjorton ledamöter, tre suppleanter och en sekreterare.

### Tillsättande av ledamöter
Tillsättandet av direktionens ledamöter regleras av Handelshögskoleresolutionen, benämnd Resolution (1909:bih. 29 s.1) angående fastställande av grundstadgar för Handelshögskolan i Stockholm. Enligt denna utses ledamöterna av Handelshögskolan i Stockholms intressenter; olika intressenter har rätt att utse olika många ledamöter.
Sveriges regering har rätt att utse direktionens ordförande, för en tid som regeringen bestämmer, Handelshögskoleföreningens styrelse utser fyra ledamöter, Handelshögskolans rektor är garanterad en plats, Stockholms stad utser en ledamot, professorskollegiet en ledamot, Handelshögskolans i Stockholm studentkår en ledamot för en tid som kåren bestämmer.

### Nuvarande ledamöter[5]
- Magnus Tyreman, ordförande
- Per-Olof Söderberg, vice ordförande
- Lena Gustafsson
- Bertil Andersson
- Katarina Martinson
- Helena Saxon
- Helena Stjernholm
- Mariassunta Giannetti
- Sara Rosengren
- Laura Hartman
- Clara Härdling

### Nuvarande suppleanter
- Mette Sandoff
- Ulla Hamilton
- Ryan Thomas

### Sekreterare
- Helena Segerdahl

### Lista över ordförande (utsedda av Sveriges regering)
| - Alfred Lagerheim, 1909–1924 - Karl Axel Fryxell, 1924–1935 - Axel Vennersten, 1935–1940 - Birger Ekeberg, 1940–1957 | - Kurt Holmgren, 1957–1975 - Torsten Löwbeer, 1975–1991 - Carl Johan Åberg, 1991–2002 - Erik Åsbrink, 2002- |

### Lista över vice ordförande
| - Knut Agathon Wallenberg, 1909–1938 - Jacob Wallenberg, 1938–1965 - Ragnar Söderberg, 1965–1974 - Erland Waldenström, 1974–1975 - Lars-Erik Thunholm, 1975–1983 | - Hans Stahle, 1983–1989 - Johan Söderberg, 1989–1995 - Peter Wallenberg, 1995–2001 - Carl-Johan Bonnier, 2001- |

### Lista över skattmästare
| - Josef Nachmanson, 1909–1927 - Olof A Söderberg, 1927–1931 - Jacob Wallenberg, 1931–1955 - Ragnar Söderberg, 1955–1965 - Marc Wallenberg, 1965–1971 | - Jacob Palmstierna, 1972–1996 - Marcus Wallenberg, 1996–2000 - Claes Dahlbäck, 2000–2001 - Peggy Bruzelius, 2001- |

### Lista över ledamöter utsedda av Handelshögskoleföreningen
| - Knut Agathon Wallenberg, 1909–1918 - Carl Kinnander, 1909–1929 - Josef Nachmanson, 1909–1927 - Olof A. Söderberg, 1927–1931 - Vilhelm Lundvik, 1929–1942 - Jacob Wallenberg, 1931–1964 - Iwar Sjögren, 1938–1963 - Gustaf Söderlund, 1942–1961 - Ragnar Söderberg, 1954–1973 - Erland Waldenström, 1961–1976 - Lars-Erik Thunholm, 1964–1982 - Marc Wallenberg, 1965–1971 - Jacob Palmstierna, 1971–1996 | - Johan Söderberg, 1973–1995 - Hans Stahle, 1976–1989 - Per Lindberg, 1983–1988 - Peter Wallenberg, 1988–2001 - Bo Rydin, 1989–2001 - Sven Ågrup, 1995–1999 - Marcus Wallenberg, 1996–2000 - Tom Hedelius, 1999–2007 - Carl-Johan Bonnier, 2001- - Claes Dahlbäck, 2001- - Jacob Wallenberg, 2002- - Fredrik Lundberg, 2007–2009 |

### Lista över ledamöter utsedda Sveriges regering
| - Erik Holmqvist, 1954–1959 - Rudolf Meidner, 1959–1978 - Gunnar Petri, 1978–1988 | - Anna Hedborg, 1988–1990 - Barbro Palmerlund, 1991–1993 |

### Lista över ledamöter utsedda av Stockholms stad
| - Ragnar Tomson, 1954–1960 - Hjalmar Mehr, 1960–1969 - Rutger Palme, 1969–1972 - Hilding Sjöberg, 1972–1975 - Karin Jonsson, 1975–1978 - Rutger Palme, 1978–1981 - Karin Jonsson, 1981–1983 - John-Olof Persson, 1983–1985 - Odd Engström, 1985–1986 | - Carl-Erik Skårman, 1986–1989 - Göran Långsved, 1989–1991 - Carl-Erik Skårman, 1991–1993 - Peeter Luksep, 1993–1998 - Göran Långsved, 1998–2000 - Peeter Luksep, 2000–2003 - Göran Långsved, 2003–2007 - Michael Storåkers, 2007- |

### Lista över ledamöter utseddaex officio, genom sitt ämbete, som högskolans rektor
| - Carl Hallendorff, 1909–1929 - Martin Fehr, 1929–1936 - Ivar Högbom, 1936–1957 - Knut Rodhe, 1957–1963 - Gunnar Arpi, 1963–1968 - Knut Rodhe, 1968–1970 - Per-Jonas Eliæson, 1970–1986 | - Staffan Burenstam Linder, 1986–1995 - Claes-Robert Julander, 1996–2000 - Leif Lindmark, 2000–2003 - Lars Bergman, 2004–2012 - Rolf Wolff, 2012–2013 - Karl-Olof Hammarkvist, 2013–2014 - Lars Strannegård, 2014- |

### Lista över ledamöter utsedda av professorskollegiet
| - Sven-Erik Johansson, 1976–1984 - Bengt Stymne, 1984–1985 - Lars Östman, 1985–1988 - Lars-Gunnar Mattsson, 1988–1991 | - Claes-Robert Julander, 1991–1995 - Sven-Erik Sjöstrand, 1995–2001 - Anders Westlund, 2001–2004 | - Kenth Skogsvik, 2004–2006 - Clas Bergström, 2006–2008 - Carin Holmquist, 2008- |

### Lista över ledamöter utsedda av lektorer som inte tillhör professorskollegiet
| - Lars-Erik Forsgårdh, 1976–1977 - Claes-Robert Julander 1977–1978 - Lars Eklund, 1978–1979 - Björn Andersson, 1979–1983 | - Håkan Lyckeborg, 1983–1984 - Jan-Erik Vahlne, 1984–1985 - Håkan Lyckeborg, 1985–1986 - Gunnar Hedlund, 1986–1987 | - Lars Håkansson, 1987–1989 - Erik Berglöf, 1989–1991 - Peter Jädersten, 1991–1992 - Alf Westelius, 1992–1993 |

### Lista över ledamöter utsedda av Handelshögskolans i Stockholm studentkår
| - Sven Waldenström, 1976–1977 - Håkan Roos, 1977–1978 - Per Åman, 1978–1979 - Cecilia Geijer, 1979–1980 - Sverker Littorin, 1980–1981 - Gunnar Ahlström, 1981–1982 - Claes-Johan Geijer, 1982–1983 - Jan Starrsjö, 1983–1984 - Monika Elling, 1984–1985 - Peter Blomqvist, 1985–1986 - Johan Othelius, 1986–1987 - Monica Persson, 1987–1988 - Philip Sjögren, 1988–1989 - Peter Hägglund, 1989–1990 | - Jörgen Linse, 1990–1991 - Micha Rosenthal, 1991–1992 - Mattias Miksche, 1992–1993 - Mats Rosander, 1993–1994 - Pia Engholm, 1994–1995 - Ola Ringdahl, 1995–1996 - Göran Lindqvist, 1996–1997 - Cecilia Petersson, 1997–1998 - Björn Bengtsson, 1998–1999 - Oskar Gunnarsson, 1999–2000 - Carl Wallstedt, 2000–2001 - Andreas Ingvarsson, 2001–2002 - Niclas Dellham, 2002–2003 - Per Erik Engström, 2003–2004 | - Golnaz Hashemzadeh, 2004–2005 - Günther Mårder, 2005–2006 - Martin Stenson, 2006–2007 - Lars Engström, 2007–2008 - Max Odéen, 2008–2009 - Beatrice Nylund, 2009–2010 - Hannes Palm, 2010-2011 - Max Sihvonen, 2011-2012 - Truls Olterman, 2012-2013 - Jakob Rudberg, 2013-2014 - Erik Schuss, 2014-2015 - Max Bromée, 2015-2016 - Alexander Winter, 2016- |

## Stockholm School of Economics Advisory Board
Handelshögskolan i Stockholms direktion har till sitt förfogande en rådgivande församling, the Stockholm School of Economics Advisory Board. Den rådgivande församlingen består av företrädare för svenskt näringsliv och bistår högskolan i kontakter med svenska och internationella företag.

### Nuvarande ledamöter
- Carl-Johan Bonnier, ordförande
- Mats Arnhög
- Caroline Berg
- Marie Ehrling
- Anders Nyrén
- Stefan Persson
- Marcus Wallenberg

### Lista över ordförande
| - Jacob Palmstierna, 1994–2001 | - Arne Mårtensson, 2001–2006 | - Carl-Johan Bonnier, 2006- |

### Lista över ledamöter
| - Arne Mårtensson, 1994–2001 - Melker Schörling, 1994–2005 - Olof Stenhammar, 1994–2005 - Carl-Johan Bonnier, 1994–2006 | - Marcus Wallenberg, 1994- - Stefan Persson, 1998- - Sverker Martin-Löf, 2001–2007 - Mats Arnhög, 2005- | - Kerstin Hessius, 2005- - Mats Jansson, 2006- - Tomas Nicolin, 2007- - Björn Savén, 2009- |